# Innocent Eyes (album Delta Goodrem)
Innocent Eyes è l'album di debutto della cantante australiana Delta Goodrem, pubblicato il 21 marzo 2003 da Epic e Daylight.

## Il disco
La Goodrem è coautrice di quasi tutti i brani, esclusi Throw It Away, Lost Without You e Butterfly, mentre ha composto sia il testo che la musica di In My Own Time e Will You Fall for Me. Innocent Eyes ha debuttato al numero uno della classifica ARIA Charts ed ha venduto 4.5 milioni di copie in tutto il mondo (1.2 milioni nella sola Australia). Dall'album sono stati estratti cinque singoli: Born to Try, Lost Without You, Innocent Eyes, Not Me, Not I e Predictable, che hanno fatto raggiungere alla Goodrem il record per essere la prima artista con cinque singoli estratti da un album di debutto.
Innocent Eyes è stato il disco di maggior successo in Australia in 17 anni. È stato il più venduto album in Australia degli anni 2000 ed è pari al 6º album più venduto nella storia australiana.

## Tracce
1. Born to Try – 4:13 (Delta Goodrem, Audius Mtawarira)
2. Innocent Eyes – 3:53 (Delta Goodrem, Vince Pizzinga)
3. Not Me, Not I – 4:25 (Delta Goodrem, Kara DioGuardi, Gary Barlow, Eliot Kennedy, Jarrad Rogers)
4. Throw It Away – 3:52 (Gary Barlow, Eliot Kennedy, Cathy Dennis)
5. Lost Without You – 4:10 (Matthew Gerrard, Bridget Benenate)
6. Predictable – 3:40 (Delta Goodrem, Kara DioGuardi, Jarrad Rogers)
7. Butterfly – 4:00 (Gary Barlow, Eliot Kennedy, Tim Woodcock)
8. In My Own Time – 4:06 (Delta Goodrem)
9. My Big Mistake – 3:44 (Delta Goodrem, Gary Barlow, Eliot Kennedy, Tim Woodcock)
10. This Is Not Me – 4:29 (Delta Goodrem, Vince Pizzinga)
11. Running Away – 3:21 (Delta Goodrem, Gary Barlow, Eliot Kennedy, Tim Woodcock)
12. A Year Ago Today – 4:13 (Delta Goodrem, Mark Holden, Paul Wiltshire)
13. Longer – 3:53 (Delta Goodrem, Gary Barlow, Eliot Kennedy, Tim Woodcock)
14. Will You Fall for Me – 3:59 (Delta Goodrem)

Durata totale: 55:58